# Літинський повіт
Літинський повіт — адміністративно-територіальна одиниця Подільської губернії, утворена в 1796 році. Повітовий центр — місто Літин (1796—1921), Хмільник (1921—1923).
Повіт був розташований на півночі губернії. На сході і півдні межував з Вінницьким повітом, на південному заході Могилівським, на заході Летичівським повітами Подільської губернії, на північному заході з Старокостянтинівським і на півночі з Новоград-Волинським і Житомирським повітами Волинської губернії. Займав площу 304 969 десятин (3 332 км²).

## Склад
Волості на 1885 рік: Вівсяницька, Качанівська, Літинецька, Межирівська, Сосонська, Старо-Синявська, Уланівська, Хмільницька, Янівська.
Станом на 1885 рік налічував 198 сільських громад, 243 поселення у 9 волостях. Населення — 107 079 осіб (53212 чоловічої статі та 53867 — жіночої), 16 709 дворових господарства.
|                     | Площа, десятин | У тому числі орної, дес. |
| ------------------- | -------------- | ------------------------ |
| Сільських громад    | 120162         | 88437                    |
| Приватної власності | 151150         | 75717                    |
| Казенної власності  | 14390          | 268                      |
| Іншої власності     | 6795           | 4647                     |
| Загалом             | 292497         | 169069                   |

Згідно з переписом населення Російської імперії 1897 року в повіті проживало 210 502 чоловік. З них 83,14 % — українці, 11,43 % — євреї, 3,47 % — росіяни, 1,37 % — поляки.
Населених пунктів було 502, в тому числі 3 міста (Літин і заштатні Хмільник і Сальниця) і 5 містечок.
Міста:
- Літин з передмістями Свидзинці, Селище, Скали та хутором Літин
- Хмільник з передмістями Глудзанівка, Свічкарівка, Угринівка, хутором Бутків, Слободою, селами Мазурівка та Парубинець
- Сальниця з передмістями Бурти, Заріччя, Слобідка, Чемерисівка, Шпиль.

Волості на 1895, 1905 і 1913 рік: Багринівська, Вівсяницька, Кожухівська, Межирівська, Пилявська, Сосонська, Старо-Синявська, Терешпільська, Уланівська, Хмільницька.
На початку 1920-х років центр повіту було перенесено до міста Хмільник. Назва повіту при цьому залишилася незмінною.
Волості на 1921 рік: Багриновецька, Кожухівська, Пилявська, Сосонська, Старосинявська, Уланівська, Хмільницька. Вівсяницька та Межирівська волості відійшли до новоутвореного Жмеринського повіту.